# Shamsia Hassani
Shamsia Hassani (Dari : شمسیه حسنی) (ook bekend als Ommolbanin Hassani) (Teheran, 9 april 1988) is een Afghaanse graffitikunstenaar, docent schone kunsten en universitair hoofddocent tekenen en anatomisch tekenen aan de universiteit van Kabul. Ze heeft "straatkunst" gepopulariseerd in de straten van Kabul en heeft haar kunst tentoongesteld in verschillende landen, waaronder India, Iran, Duitsland, de VS, Zwitserland, Vietnam, Noorwegen, Denemarken, Turkije, Italië en Canada, en tijdens diplomatieke missies in Kabul. Hassani schildert graffiti in Kabul om de oorlogsjaren onder de aandacht te brengen. In 2014 werd Hassani uitgeroepen tot een van Foreign Policy's Top 100 Global Thinkers. Ze werd erkend als een van de 100 vrouwen van 2021 van de BBC.

## Biografie
Hassani werd geboren in 1988 en bracht haar jeugd door in Iran; haar ouders waren daar tijdens de oorlog tijdelijk naartoe geëmigreerd vanuit Kandahar in Afghanistan. Hassani toonde al op jonge leeftijd interesse in schilderen. In haar jeugd in Iran had Hassani geen toegang tot kunstlessen, omdat dit niet was toegestaan voor Afghanen in Iran. Bij haar terugkeer naar Kabul in 2005 volgde ze een kunstopleiding aan de Universiteit van Kabul. Hassani heeft een BA in schilderkunst en een master in beeldende kunst van de Universiteit van Kabul in Afghanistan.
Later begon ze lezingen te geven en werd uiteindelijk universitair hoofddocent tekenen en anatomisch tekenen aan de universiteit van Kabul, waar ze ook Berang Arts oprichtte, een collectief voor hedendaagse kunst. Hassani maakt kleurrijke graffiti en probeert de negativiteit van oorlog te maskeren. Ze zegt dat "beeld meer effect heeft dan woorden, en het is een vriendelijke manier om te vechten." Ze gebruikt haar kunst ook om te vechten voor vrouwenrechten, waarbij ze mensen herinnert aan de tragedies die vrouwen hebben meegemaakt en nog steeds meemaken in Afghanistan.
Hassani maakte kennis met de kunst van graffiti in Kabul in december 2010 tijdens een workshop georganiseerd door Chu, een graffitikunstenaar uit het Verenigd Koninkrijk.  Na de workshop begon Hassani straatkunst te beoefenen op muren in de straten van Kabul. Omdat graffiti-benodigdheden goedkoper zijn dan benodigdheden voor traditionele kunstvormen, koos Hassani ervoor om door te gaan met de graffiti. Een van haar werken hangt aan de muren van het Cultureel Centrum van Kabul en toont een in boerka geklede vrouw die onder een trap zit. De inscriptie eronder luidt (in het Engels): "Het water kan terugkeren naar een opgedroogde rivier, maar hoe zit het met de vissen die stierven?" Om openbare intimidatie en beweringen dat haar werk "on-islamitisch" zou zijn te ontlopen, voltooit ze haar werk snel (binnen 15 minuten).

## Oorlog en boerka's

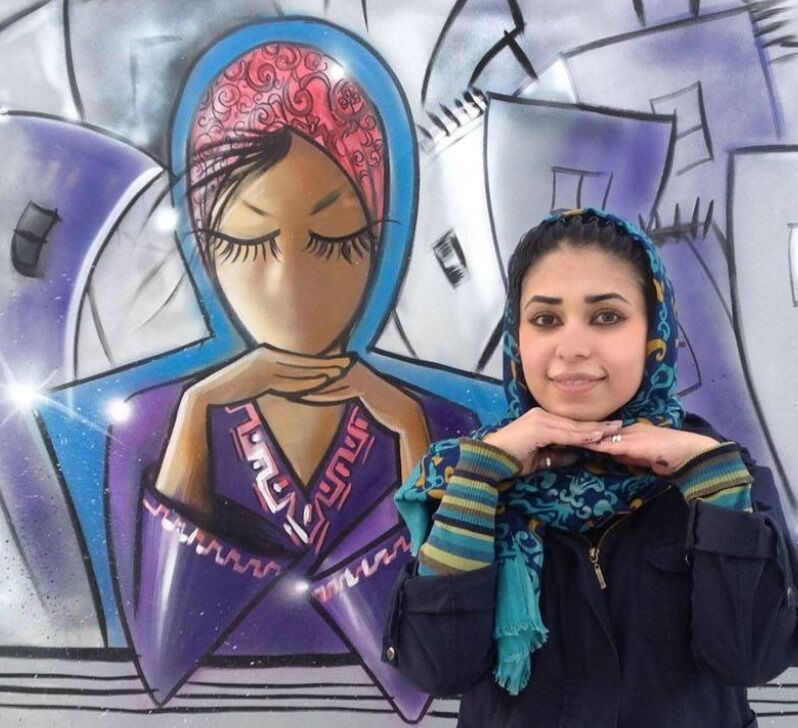
Shamsia Hassani in Afghanistan

In 2013 zei ze tegen Art Radar: "Ik wil de slechte herinneringen aan oorlog op de muren inkleuren, en als ik deze slechte herinneringen inkleur, dan wis ik [oorlog] uit de hoofden van mensen. Ik wil Afghanistan beroemd maken om zijn kunst, niet om zijn oorlog."
Hassani toont vooral gestileerde afbeeldingen van vrouwen in boerka's. Volgens de kunstenaar: "Ik wil laten zien dat vrouwen zijn teruggekeerd naar de Afghaanse samenleving met een nieuwe, sterkere vorm. Het is een nieuwe vrouw. Een vrouw die bruist van de energie, die opnieuw wil beginnen." In een interview legde Hassani uit: "Ik geloof dat er velen zijn die alle tragedies vergeten waarmee vrouwen in Afghanistan worden geconfronteerd; daarom gebruik ik mijn schilderijen als een middel om de mensen eraan te herinneren. Ik wil de kwestie in de samenleving onder de aandacht brengen, met overal schilderijen die vrouwen in boerka's weerspiegelen. En ik probeer ze groter te laten zien dan ze in werkelijkheid zijn, en in moderne vormen, gevormd in geluk, beweging, misschien sterker. Ik probeer mensen er anders naar te laten kijken."
Als vrouwelijke straatartiest wordt Hassani vaak lastiggevallen: "Het is erg gevaarlijk voor een meisje om op straat te schilderen in Kabul", zegt ze; "Soms komen mensen me lastigvallen; ze denken niet dat het in de islam is toegestaan dat een vrouw op straat staat en graffiti maakt."

## Digitale kunst
Hassani is ook betrokken bij de presentatie van deze kunst in digitaal formaat, via haar project getiteld "Dreaming Graffiti". Het project is gemaakt als een serie waarin ze kleuren en afbeeldingen schildert of fotoshopt op digitale foto's om kwesties van nationale en persoonlijke veiligheid te onderzoeken.

## Graffiti en muurschilderingen

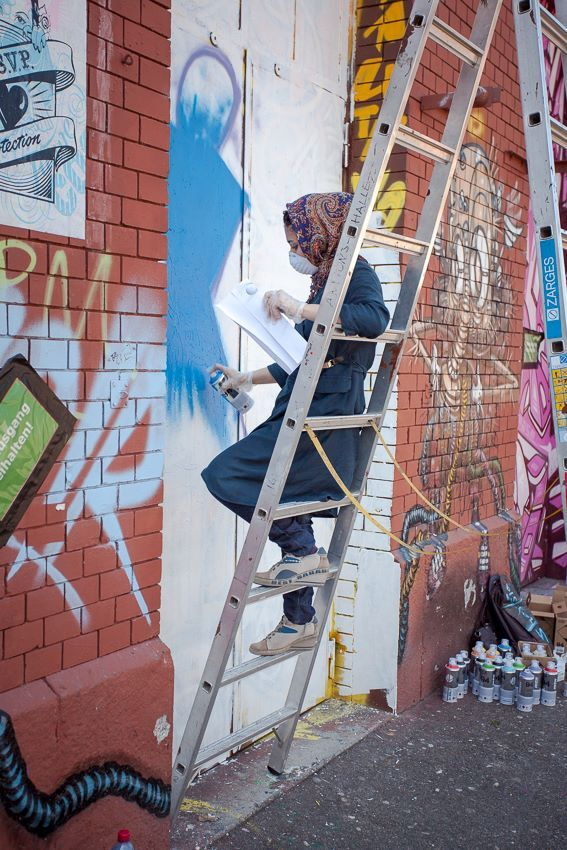
Hassani aan het werk in Zwitserland

- Muurschildering voor wijd open muren in Sacramento, Californië - VS (2018)
- Muurschildering voor Eugene 20x21 Project in Eugene, Oregon - VS (2018)
- Graffiti voor Istanbul Comic Art Festival, Istanbul - Turkije (2018)
- Deelname aan het ontwerpen van het karakter van Marvin the Martian - Looney Tunes (2017)
- Graffiti op de muur van het Leonardo da Vinci's Instituut, georganiseerd door de Biënnale van Florence, Italië (2017)
- Muurschildering in Ventura, Californië - VS (2017)
- Graffiti voor kunst in protesttentoonstelling voor mensenrechtenprogramma in New York, VS 2017 (Oslo Freedom Forum)
- Een muurschildering bijwonen en schilderen in Millerntor Gallery in Duitsland - 2016
- Graffiti op de muren van Los Angeles, Californië - VS (2016)
- Deelname en live graffiti bij Oslo Freedom Form – Noorwegen (2015)
- Graffiti in Art Management Workshop in Khoj - India (2013)
- Samenwerken met El Mac aan het maken van een muurschildering in Vietnam (2012)

## Tentoonstellingen
- Groepstentoonstelling, Traces of Words: Art and Calligraphy from Asia, Museum of Anthropology in UBC, Vancouver, Canada (2017)[10]
- Schilderijententoonstelling in het Vita Art Center, uitgenodigd door ArtWalk Ventura, Californië, VS (2017)
- Schilderijententoonstelling in de Seyhoun Art Gallery, Los Angeles, Californië, VS (2017)
- Schilderijententoonstelling in de Elga Wimmer Gallery, georganiseerd door Roya Khadjavi in New York, VS (2017)
- Schilderijententoonstelling in de Seyhoun Art Gallery, Los Angeles, Californië, VS (2016)
- Graffititentoonstelling, conferenties en workshops georganiseerd door TERRE DES FEMMES, Zwitserland (2013)
- Expositie Dreaming Graffiti in de ambassades van Nederland en Canada (2012)
- Graffititentoonstelling in Australië (2012)
- Schilderijententoonstelling in de Amerikaanse ambassade van Afghanistan (2012)

## Onderscheidingen
- Ontvanger van Art Spectrum Award Zuid-Azië (Breaking New Grounds), Goa - India (2017)
- Artist in residency bij Hammer Museum, UCLA – Los Angeles, Verenigde Staten van Amerika (2016)
- Uitgeroepen tot een van FP's top 100 Global Thinkers (2014)
- Oprichter van het eerste National Graffiti Festival in Kabul, Afghanistan (2013)
- Ze werd erkend als een van de 100 vrouwen van 2021 van de BBC.[4]